# Independiente FBC
El Independiente Foot-Ball Club, más conocido como el club Independiente de Campo Grande o simplemente Independiente FBC o Independiente (CG), es un club de fútbol paraguayo con sede en la zona conocida como Campo Grande, específicamente en el barrio Salvador del Mundo en Asunción. El club fue fundado el 20 de septiembre de 1925 y actualmente milita en la segunda división de Paraguay.
Juega sus partidos de local en el Estadio Ricardo Gregor. Disputaba el clásico de Campo Grande con su rival el club Cerro Corá, institución que tras una crisis institucional en 2018, fue inicialmente desafiliado de la APF y finalmente desaparecido de los registros de la Asociación, por ende, quedó imposibilitado de participar de cualquier torneo organizado por la entidad rectora del fútbol paraguayo. 
En el 2016 logró el título de campeón de la Segunda División por lo que desde esta temporada compitió en la Primera División de Paraguay hasta el año 2019, tras concretarse un nuevo descenso.

## Historia
Fundado el 20 de septiembre de 1925 por jóvenes del barrio de Campo Grande, su primer presidente fue Marciano Romero. El nombre de Independiente surgió como una forma de alejarse de la influencia de los partidos políticos en el fútbol, algo muy común en esos años.
Tras la Guerra del Chaco y al volver a reanudarse los torneos de fútbol en la capital tras la contienda bélica, el club compitió en los campeonatos de la Federación Paraguaya de Deportes.
Entre la década de 1940 y 1950 al volver a implementarse el sistema de ascensos y descensos en las divisiones de la actual Asociación Paraguaya de Fútbol y al crearse la Tercera División el club se afilia y compite desde entonces en los campeonatos de la A.P.F.
Su primer campeonato oficial lo logra en 1962 al ganar el título de la Tercera División denominada Segunda de Ascenso, la última división del fútbol paraguayo en esos años. Ascendiendo así por unos años a la Segunda División, pero sin lograr el objetivo de lograr el ascenso a la Primera División.
Tras volver a descender a la última división logra de nuevo el título de la Tercera División en 1975, tras ascender y volver a descender repite el título de la Tercera División en 1980, logrando así su tercer título de la denominada Segunda de Ascenso.
Se mantuvo por varios años en Segunda División denominada Primera de Ascenso, hasta el año 1997 en la que la A.P.F. reorganiza sus divisiones y crea la División Intermedia como la nueva Segunda División y ampliando los niveles del fútbol paraguayo de 3 a 4 divisiones, el club no fue uno de los clubes seleccionados para formar parte de la División Intermedia, por lo que en 1997 compitió de nuevo en la Tercera División denominada para entonces Primera de Ascenso, ya que la Segunda de Ascenso pasó a ser la Cuarta División.
En 2001 logró por cuarta vez el título de campeón de la Tercera División, pero fue su primer título con la denominación de Primera de Ascenso de esa categoría. Así logró su ascenso a la División Intermedia pero no pudo mantener la categoría y en 2002 volvió a descender.
Desde la temporada 2003 compitió en la Tercera División, hasta la temporada 2008 en la que logró el subcampeonato y el derecho de jugar el repechaje por el ascenso contra el subcampeón del Campeonato Nacional de Interligas, tras ganar los dos partidos del repechaje al Deportivo Capiatá el club logró el ascenso a la División Intermedia.
En la temporada 2009 de la Segunda División el club terminó sexto puesto a mitad de tabla, asegurando su permanencia en la categoría. 

### El histórico ascenso a la Primera División
En la temporada 2010 el club logró el subcampeonato y con ello el ascenso directo a la Primera División, por primera vez en su historia.
En 2011 en su primera temporada en la Primera División el club terminó en el noveno puesto en el Torneo Apertura. En el Torneo Clausura realizó una gran campaña y terminó en el sexto puesto, lo que le permitió mantener la categoría, ya que se mantuvo alejado de los puestos de descenso en la tabla de promedios.
En 2012, en su segundo año en la Primera División el club volvió a ocupar el noveno lugar en el Torneo Apertura, mientras que en el Torneo Clausura no pudo repetir anteriores campañas y terminó en el último lugar de la tabla de posiciones, sumando solo 9 puntos, que terminó hundiéndolo en la tabla de promedios y de esa forma perdiendo la categoría.

### Descenso y un nuevo ascenso a Primera
Tras dos años en la Primera División, el club compitió en la Segunda División en las temporadas 2013, 2014 y 2015 con campañas aceptables, ya que siempre se mantuvo alejado de los puestos de descenso. Finalmente en la temporada 2016, tras una excelente campaña a falta de cuatro jornadas para la conclusión del campeonato, el club logró por segunda vez en su historia el ascenso a la Primera División y por primera vez con el título de campeón de la Segunda División. 
En diciembre de 2016 el club inició sus trabajos de cara a su retorno a la máxima categoría. En las primeras fechas del Torneo Apertura 2017 el club obtiene buenos resultados.

### Un nuevo descenso y clasificación a la Copa Sudamericana
En la recta final de la liga paraguaya, logró clasificar a Copa Sudamericana 2019 como séptimo del acumulado, pero descendió por ser penúltimo en los promedios, por lo que se convierte en el primer equipo de Segunda División de Paraguay en clasificar a una competencia internacional.
Desde el 2019 compite en la Segunda División con puntajes medios.

## Cronologías de temporadas
En lo que va del siglo, el club ha estado en 3 de las 4 divisiones del sistema de liga local:

## Participaciones internacionales
- Copa Prof. Víctor Hugo Zayas (1): 2011.[12]
- Copa Sudamericana 2019 en la última fecha, ante el triunfo de 2-0 al Deportivo Capiata, logró su clasificación histórica a una copa internacional organizado por la Conmebol. Pese a haber descendido a la Segunda División del Fútbol paraguayo en el 2019 por segundo peor promedio general del año, logró posicionarse en la sexta posición del puntaje acumulado del campeonato.

## Jugadores destacados
- Cristóbal Cubilla
- Julián Coronel
- Luis Bordon C.
- Pedro Antonio López Alfonzo
- Marcelo López
- Lorenzo Melgarejo

## Palmarés

### Torneos nacionales
| Torneos nacionales oficiales | Torneos nacionales oficiales | Torneos nacionales oficiales |
| Competición                  | Títulos                      | Subcampeonatos               |
| ---------------------------- | ---------------------------- | ---------------------------- |
| Segunda División (1/1)       | 2016                         | 2010                         |
| Tercera División (4/1)       | 1962, 1975, 1980, 2001       | 2008                         |

### Distinciones
- Premio Fair Play (1): 2011